# Одынец, Франц Викентьевич
Франц Викентьевич Одынец (Одинец) (26 сентября 1803 — 19 марта 1874) — русский военный деятель, генерал-лейтенант (1865), совещательный член Главного артиллерийского управления.

## Биография
Родился в 1803 году. Из польских дворян Могилёвской губернии (по другим данным — Минской), вероисповедания католического. Образование получил в Санкт-Петербурге в 1-м кадетском корпусе, откуда в 1821 году был выпущен прапорщиком в полевую артиллерию.
Прослужив недолгое время в полевой артиллерии (сперва во 2-й лёгкой роте 4-й артиллерийской бригады, затем — в 1-й батарейной роте 3-й гренадерской артиллерийской бригады), Одынец в 1823 году был командирован на Уральские горные заводы, где получил должность приёмщика металла, отпускаемого на нужды артиллерии (в основном, для литья орудий).
На Уральских заводах прослужил почти полвека — с 1823 по 1871 год, сперва приёмщиком, а затем инспектором артиллерийских приемов. Постепенно повышаясь в чинах, в 1865 году стал генерал-лейтенантом.
В этом чине был назначен совещательным членом Главного артиллерийского управления в Санкт-Петербурге.
Скончался в 1874 году в тех же чине и должности. Похоронен в Санкт-Петербурге на Выборгском римско-католическом кладбище.
Племянник — русский и польский генерал Викентий Иванович Одынец (1865—1952).

## Награды
- Орден Святой Анны 2-й степени (1849) с императорской короной (1852).
- Орден Святого Владимира 3-й степени (1857).
- Орден Святого Станислава (1858).
- Орден Святой Анны 1-й степени (1861) с императорской короной (1865).
- Орден Святого Владимира 2-й степени (1868).
- Орден Белого орла (1871).